# Třída Cannon
Třída Cannon (jinak též třída DET) byla třída eskortních torpédoborců amerického námořnictva z období druhé světové války. Jednalo se fakticky třídu Buckley poháněnou dieselovými motory. Postaveno jich bylo celkem 72 kusů. Stavba dalších desítek byla zrušena. Plavidla této třídy byla používána řadou zahraničních uživatelů, ještě během druhé světové války jich bylo šest předáno silám Svobodných Francouzů a osm Brazilskému námořnictvu. Celkem se jednalo o 12 zahraničních uživatelů a více než 40 torpédoborců, sloužících v zahraničních námořnictvech.
Do roku 2017 zůstaly ve službě pouze filipínský BRP Rajah Humabon (PS-11) a thajský HTMS Pin Klao (DE-1). Filipínské plavidlo bylo 15. března 2018 vyřazeno a bude přeměněno na muzejní loď. Poslední aktivní lodí této třídy tak zůstává Pin Klao.

## Pozadí vzniku

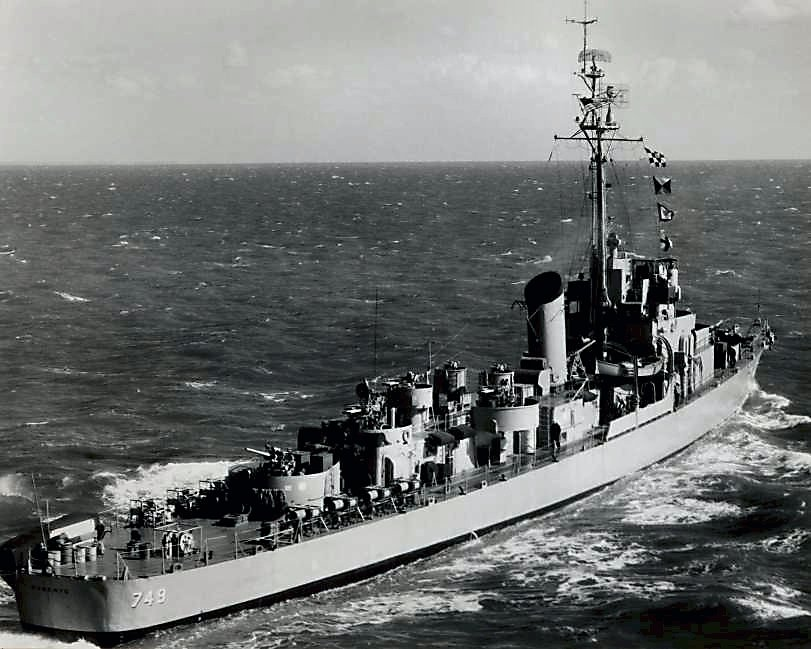
USS Roberts (DE 749)

Celkem bylo postaveno 72 eskortních torpédoborců této třídy, přičemž stavba dalších 44 byla zrušena. Na stavbě se podílely loděnice Federal-Port Newark, Dravo-Wilmington, Tampa a Western Pipe. Stavba probíhala v letech 1942–1945, přičemž do služby torpédoborce vstupovaly v letech 1943–1945.

## Konstrukce
Fregaty nesly tři 76mm kanóny v jednohlavňové lafetaci, které doplnily dva 40mm kanóny Bofors a osm až deset 20mm kanónů Oerlikon. Dále nesly jeden tříhlavňový 533mm torpédomet. K napadání ponorek sloužil jeden salvový vrhač hlubinných pum Hedgehog, dále osm a dvě skluzavky pro svrhávání hlubinných pum. Pohonný systém tvořily dva diesely. Lodní šrouby byly dva. Nejvyšší rychlost dosahovala 21 uzlů.

## Zahraniční uživatelé

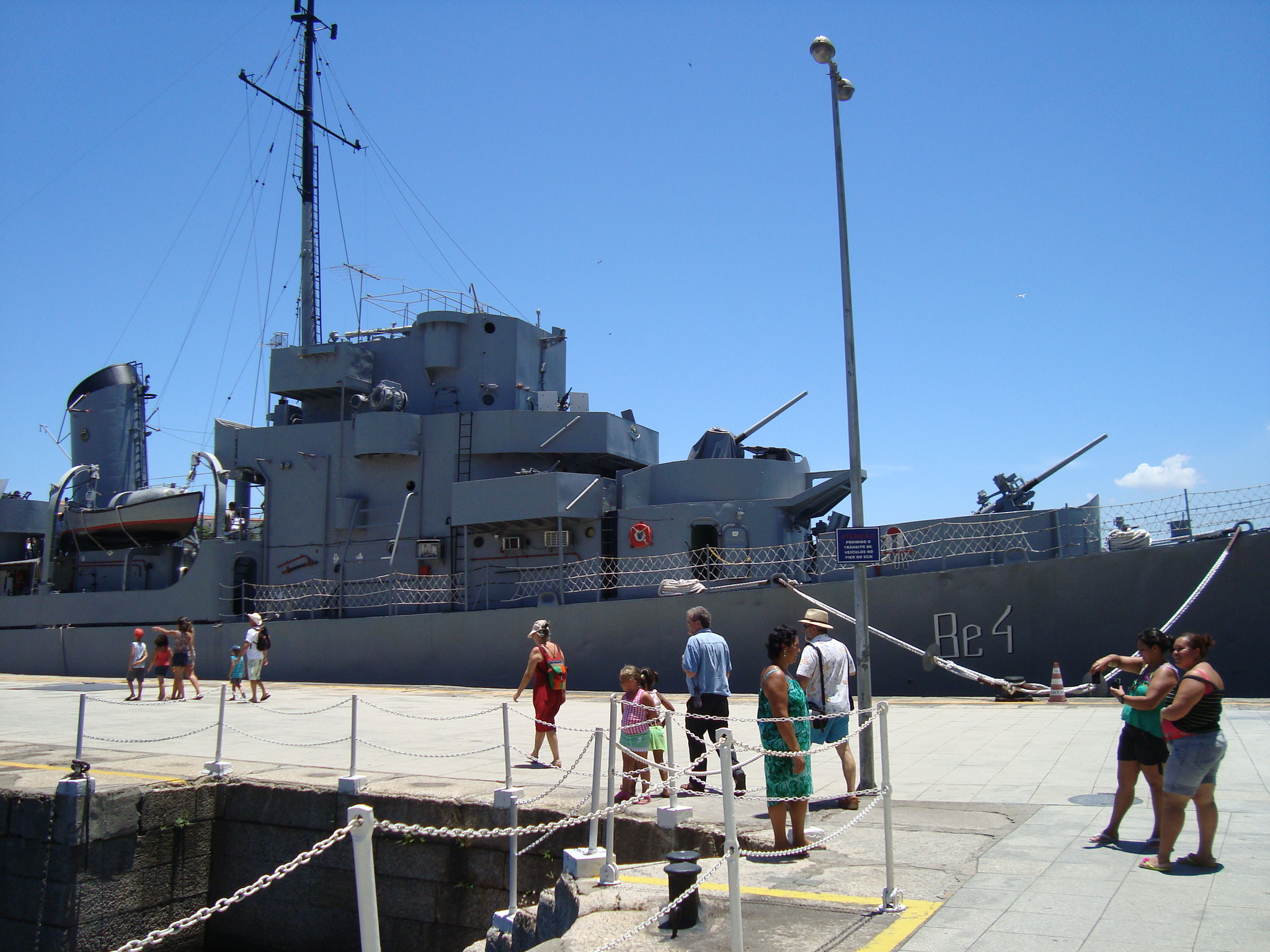
Brazilský torpédoborec Baurú

### Francie
Svobodní Francouzi za druhé světové války přebraly eskortní torpédoborce Sénégalais (ex USS Corbesier), Algérien (ex USS Cronin), Tunisien (ex USS Corsley), Marocain (ex USS Marocain), Hova (ex USS Hova) a Somali (ex USS Somali).

### Brazílie
Brazilské námořnictvo získalo za druhé světové války, jakožto člen protifašistické koalice, celkem osm jednotek této třídy. Jednalo se o jednotky Babitonga (D-16, ex USS Alger), Baependi (D-17, ex USS Cannon), Benevente (D-20, ex USS Christopher), Beberibe (D-19, ex USS Herzog), Bocaina (D-22, ex USS Marts), Baurú (D-18, ex USS Reybold), Bertioga (BE-1, ex USS Pennewill) a Bracui (D-23, ex USS McAnn). Vyřazeny byly v letech v 60. a 70. letech. Baurú je od roku 1981 muzejní lodí.

### Čínská republika
Námořnictvo Čínské republiky získalo roku 1948 čtyři jednotky třídy Cannon – T'ai Ho (F-23, ex USS Thomas), T'ai Hu (F-25, ex USS Bostwick), T'ai Chong (F-24, ex USS Breeman) a T'ai Chao (F-26, ex USS Carter). O rok později, po porážce Kuomintangu čínskými komunisty, se jim podařilo uniknout na Tchaj-wan. Vyřazeny byly v polovině 70. let.

### Filipíny

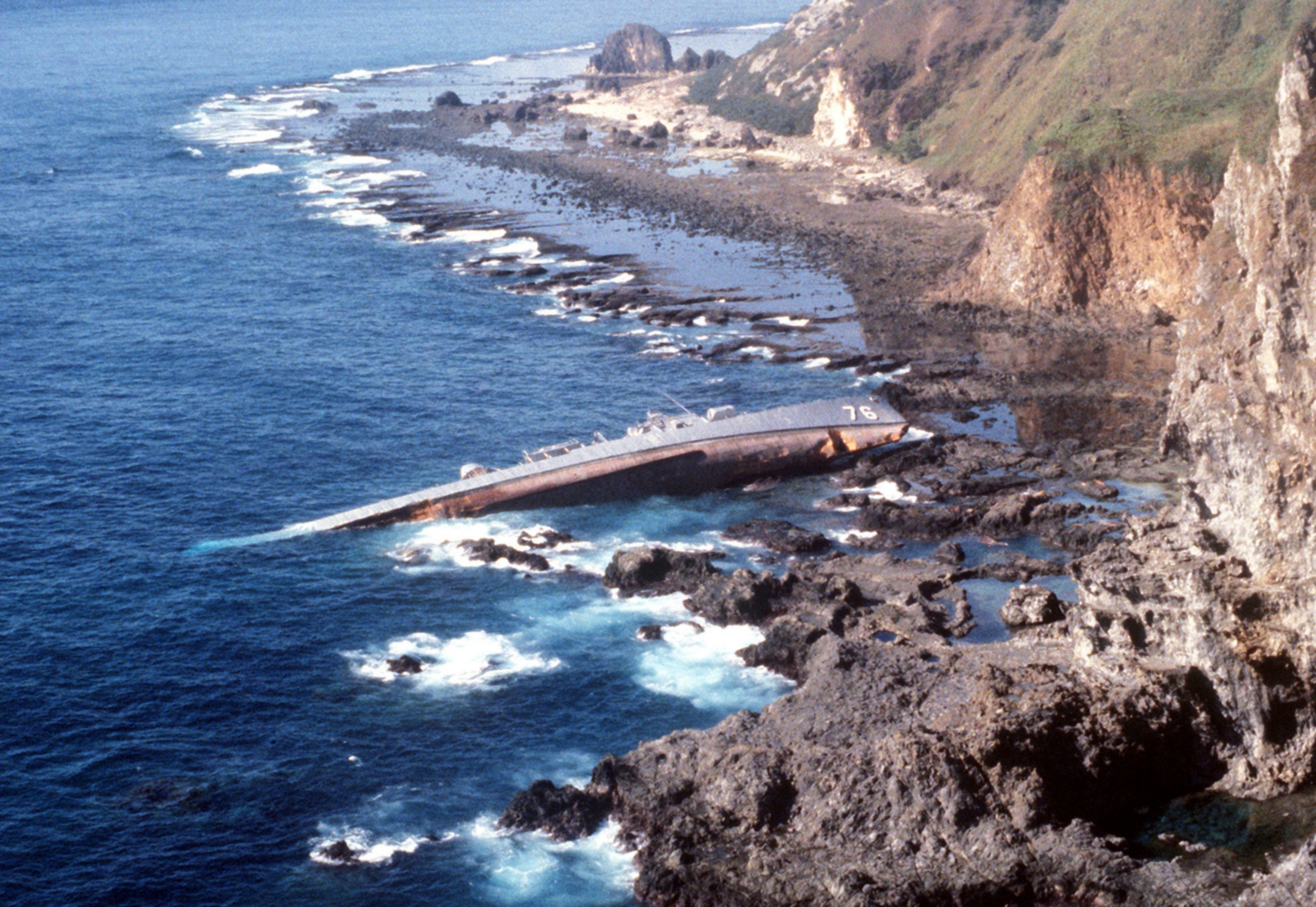
Ztroskotaný Datu Kalantiaw

Filipínské námořnictvo získalo v 70. letech tři jednotky třídy Cannon a další dvě koupilo na rozebrání na náhradní díly.
- USS Amick (DE-168), provozovaný od roku 1955 Japonskem jako Asahi, získaly Filipíny roku 1976 a provozovaly ho jako Datu Siratuna (PF-5). V roce 1989 byl sešrotován.[5]
- USS Atherton (DE-169) , provozovaný od roku 1955 Japonskem jako Hatsuhi, získaly Filipíny roku 1976 a provozovaly ho jako Rajah Humabon (PF-11).[6] Vyřazen 2018.
- USS Booth (DE-170) sloužil jako Datu Kalantiaw (PS-76). Roku 1981 ztroskotal během tajfunu Clara. Zemřelo 79 členů posádky.[7]
- USS Muir (DE-770) zakoupen roku 1977 k rozebrání na náhradní díly.[8]
- USS Sutton (DE-771) zakoupen roku 1977 k rozebrání na náhradní díly.[9]

### Itálie

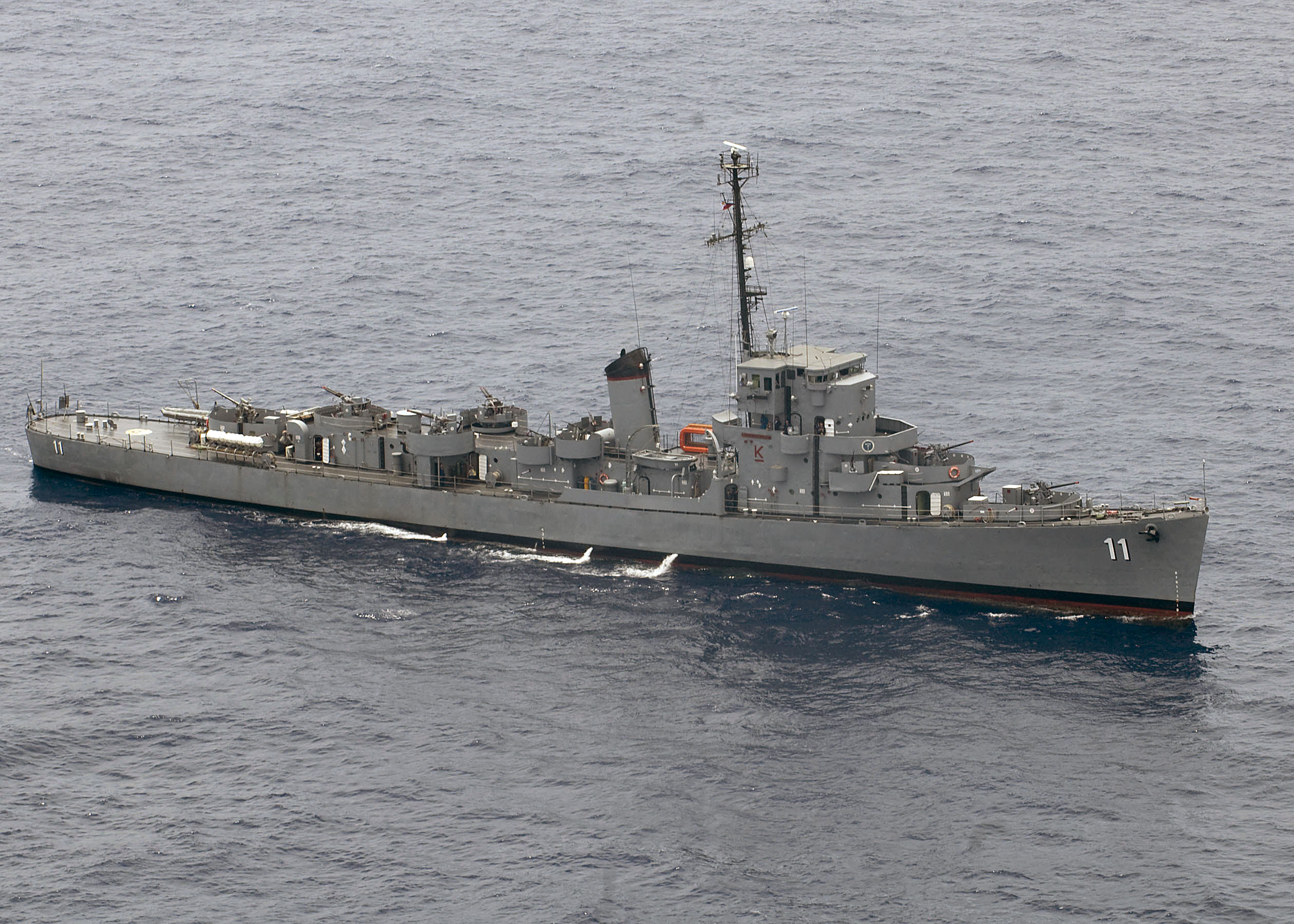
Rajah Humabon (PF 11)

Italské námořnictvo získalo, v rámci amerického programu MDAP, trojici torpédoborců této třídy. Vyřadilo je v 70. letech.
- USS Wesson (DE-184), získán roku 1951, přejmenován na Andromeda (F-592), sešrotován 1972.[10]
- USS Thornhill (DE-195), získán roku 1951, přejmenován na Aldebaran (F-590), sešrotován 1976.[11]
- USS Gandy (DE-764), získán roku 1951, přejmenován na Altair (F-591), roku 1971 potopen jako cvičný cíl.[12]

### Japonsko
Japonské námořní síly sebeobrany provozovaly dvě jednotky této třídy.
- USS Amick (DE-168), zakoupen roku 1955, přejmenován na Asahi (DE-262). Později prodán na Filipíny.
- USS Atherton (DE-169), zakoupen roku 1955, přejmenován na Hatsuhi (DE-263). Později prodán na Filipíny.

### Korejská republika

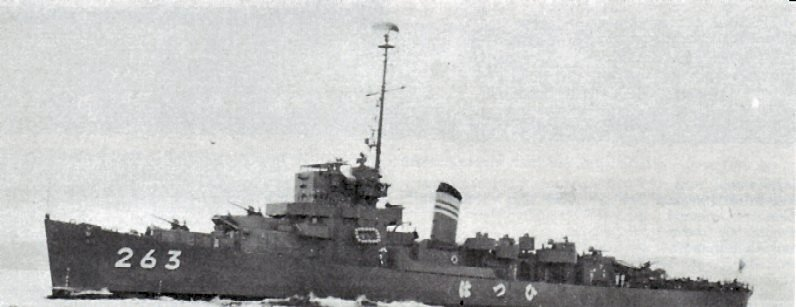
Hatsuhi (DE-263)

Námořnictvo Korejské republiky provozovalo v letech 1956–1977 dvě jednotky třídy Cannon.
- USS Muir (DE-770), zakoupen roku 1956, přejmenován na Kyong Ki (F-71), vyřazen 1977, prodán Filipínám.[8]
- USS Sutton (DE-771), zakoupen roku 1956, přejmenován na Kang Won (F-72), vyřazen 1977, prodán Filipínám.[9]

### Nizozemsko

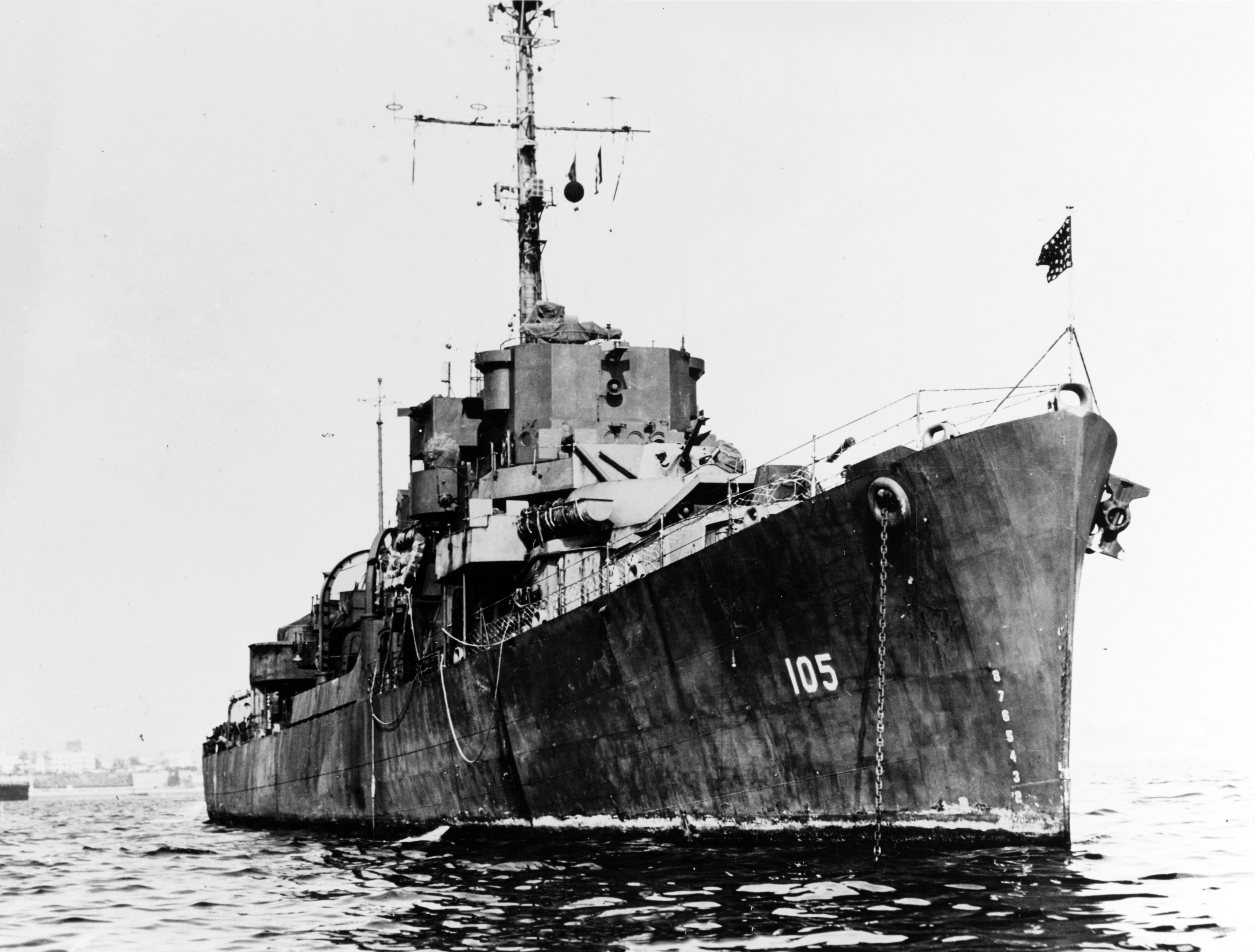
Burrows

Nizozemské královské námořnictvo získalo v letech 1950–1951 celkem šest jednotek této třídy, které byly dodány v rámci amerického programu MDAP.
- USS Burrows (DE-105) byl v roce 1950 dodán v rámci programu MDAP, přejmenován na Van Amstel (F 806). Roku 1968 byl prodán k sešrotování.[13]
- USS Rinehart (DE-196) byl v roce 1950 dodán v rámci programu MDAP, přejmenován na De Bitter (F 807). Roku 1968 byl prodán k sešrotování.[14]
- USS Gustafson (DE-182) byl v roce 1950 dodán v rámci programu MDAP, přejmenován na Van Ewijck (F 808). Roku 1968 byl prodán k sešrotování.[15]
- USS O'Neill (DE-188) byl v roce 1950 dodán v rámci programu MDAP, přejmenován na Dubois (F 809). Roku 1968 byl prodán k sešrotování.[16]
- USS Eisner (DE-192) byl v roce 1951 dodán v rámci programu MDAP, přejmenován na De Zeeuw (F 810). Roku 1968 byl prodán k sešrotování.[17]
- USS Stern (DE-187) byl v roce 1951 dodán v rámci programu MDAP, přejmenován na Van Zijll (F 811). Roku 1968 byl prodán k sešrotování.[18]

### Peru

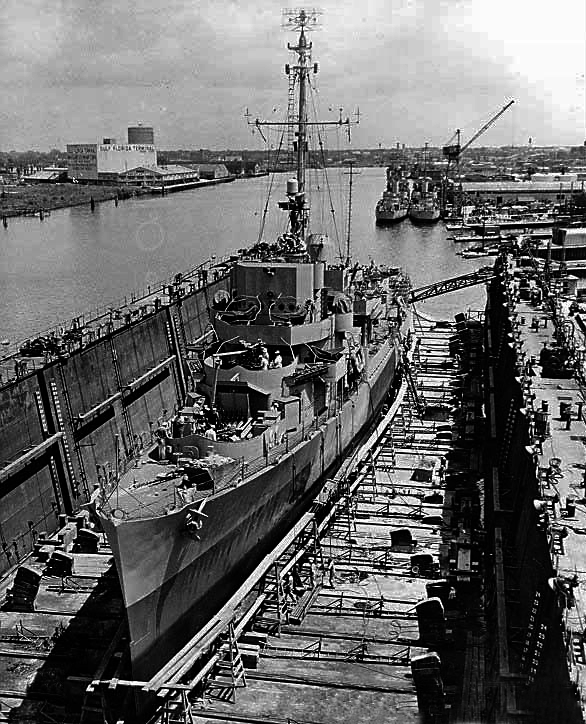
Ebert v suchém doku

Peruánské námořnictvo provozovalo v 50.–70. letech tři eskortní torpédoborce této třídy.
- USS Bangust (DE-739), zakoupen 1952, přejmenován na Castilla (F-61), vyřazen 1979.[19]
- USS Waterman (DE-740), zakoupen 1952, přejmenován na Aguirre (D-2), potopen roku 1974 při testech raket Exocet.[20]
- USS Weaver (DE-741), zakoupen 1952, přejmenován na Rodriguez (F-63), vyřazen 1980.[21]

### Řecko
Řecké námořnictvo provozovalo v 50.–90. letech čtyři eskortní torpédoborce této třídy.
- USS Eldridge (DE-173) byl v roce 1951 dodán v rámci programu MDAP, přejmenován na Leon (D-54). Roku 1991 byl vyřazen.[22]
- USS Slater (DE-766) byl v roce 1951 dodán v rámci programu MDAP, přejmenován na Aetos (D-01). Roku 1991 byl vyřazen.[23]
- USS Ebert (DE-768) byl v roce 1951 dodán v rámci programu MDAP, přejmenován na Ierax (D-31). Roku 1991 byl vyřazen.[24]
- USS Garfield Thomas (DE-193) byl v roce 1951 dodán v rámci programu MDAP, přejmenován na Panthir (D-67). Roku 1992 byl vyřazen.[25]

### Thajsko
Thajské královské námořnictvo provozovalo jediný kus této třídy. USS Hemminger (DE-746) byl zakoupen roku 1959, přejmenován na Pin Klao (413, ex DE-1 a DE-3), vyřazen 2008.

### Uruguay
Uruguayské námořnictvo zakoupilo roku 1952 dvě jednotky.
- USS Baron (DE-166) byl zakoupen roku 1952, přejmenován na Uruguay (DE-1). Roku 1990 byl vyřazen.[26]
- USS Bronstein (DE-189) byl zakoupen roku 1952, přejmenován na Artigas (DE-2). Roku 1988 byl vyřazen.[27]

## Dochované exempláře
- Americký eskortní torpédoborec USS Slater je muzejní lodí kotvící na řece Hudson v Albany.[28]
- Brazilský eskortní torpédoborec Baurú byl rovněž uchován jako muzejní plavidlo.[29]